# تنشيط جريب المبيض
يمكن تعريف تنشيط جريب المبيض على أنه انتقال الجريبات البدائية في المبيض من المرحلة الهادئة (غير النشطة) إلى مرحلة النمو. يشكل الجريب البدائي في المبيض تجمع الجريبات التي سوف تحفز من أجل إدخال تغييرات النمو والتطور التي تحولها إلى جريبات ما قبل الإباضة، لتكون جاهزة للإفراز أثناء الإباضة. تسمى عملية التطور من جريب بدائي إلى جريب ما قبل الإباضة عملية تكوين الجريبات.
يتضمن تنشيط الجريب البدائي ما يلي: التغيير المورفولوجي من الخلايا الحبيبية المسطحة إلى الخلايا الحبيبية المكعبة، وتكاثر الخلايا الحبيبية، وتشكيل الطبقة الواقية من المنطقة الشفافة، ونمو البويضة.
من المفهوم على نطاق واسع أن الأندروجينات تعمل بشكل أساسي على جريبات ما قبل الولادة وأن هذا النشاط مهم لنمو الجريبات قبل الولادة. بالإضافة إلى ذلك، يُعتقد أن الأندروجينات متورطة في تنشيط الجريب البدائي. ومع ذلك، فإن تأثير الأندروجينات على توظيف الجريبات البدائية وما إذا كانت هذه الاستجابة أولية أم ثانوية ما يزال غير مؤكد.

## تنشيط تطور الجريب البدائي
تنشط الجريبات البدائية لتنمو من أجل أن تصبح جريبات غارية. يشارك الاتصال بين البويضات والخلايا الجسدية المحيطة بها، مثل الخلايا الحبيبية والخلايا القرابية، في التحكم في تنشيط الجريب البدائي. هناك العديد من مسارات إشارات المنشط التي تشارك في التحكم في تنشيط جريب المبيض، بما في ذلك: النيوروتروبين، وعامل نمو الأعصاب (NGF) ومستقبل التيروزين كيناز (NTRK1)، ونيوتروفين 4 (NT4)، وعامل التغذية العصبية المشتق من الدماغ (BDNF) ومستقبلاتهم NTRK2. تلعب الروابط الإضافية دورًا في تسهيل تنشيط الجريب البدائي مثل تحويل عامل النمو بيتا (TGF-B) وعامل تمايز النمو9  GDF9 والبروتين المكون للعظام 15 (BMP15).

### عامل تمايز النمو 9 (GDF9)
يزداد معدل التنشيط الجريبي في التجارب حيث أضيف عامل تمايز النمو9 المؤتلف. بالإضافة إلى ذلك، تؤدي إضافة عامل تمايز النمو9 في المختبر إلى أنسجة قشرة المبيض البشرية إلى تنشيط معزز وبقاء المسام. أوقفت إزالة عامل تمايز النمو9 من الفئران من خلال تجارب الإخراج الجيني تقدم الجريب إلى ما بعد المرحلة الأولى، ومنعت تكاثر الخلايا الحبيبية. ومع ذلك، فقد سرعت هذه الفئران الخالية من عامل تمايز النمو نمو البويضات، ما يشير إلى أن عامل تمايز النمو 9 مسؤول جزئيًا عن توظيف الخلايا الحبيبية، فضلًا عن تثبيط نمو البويضات. يعزز عامل تمايز النمو 9 بقاء الجريبات ونموها نتيجة موت الخلايا المبرمج الحبيبي الرطب ورتق الجريب.